# ميخائيل كيلر
ميخائيل كيلر (بالألمانية: Michael Keller)‏ هو مصمم جرافيك ألماني، ولد في 2 مايو 1963 في غلانديل في الولايات المتحدة.